# Parque Estadual da Serra Dourada

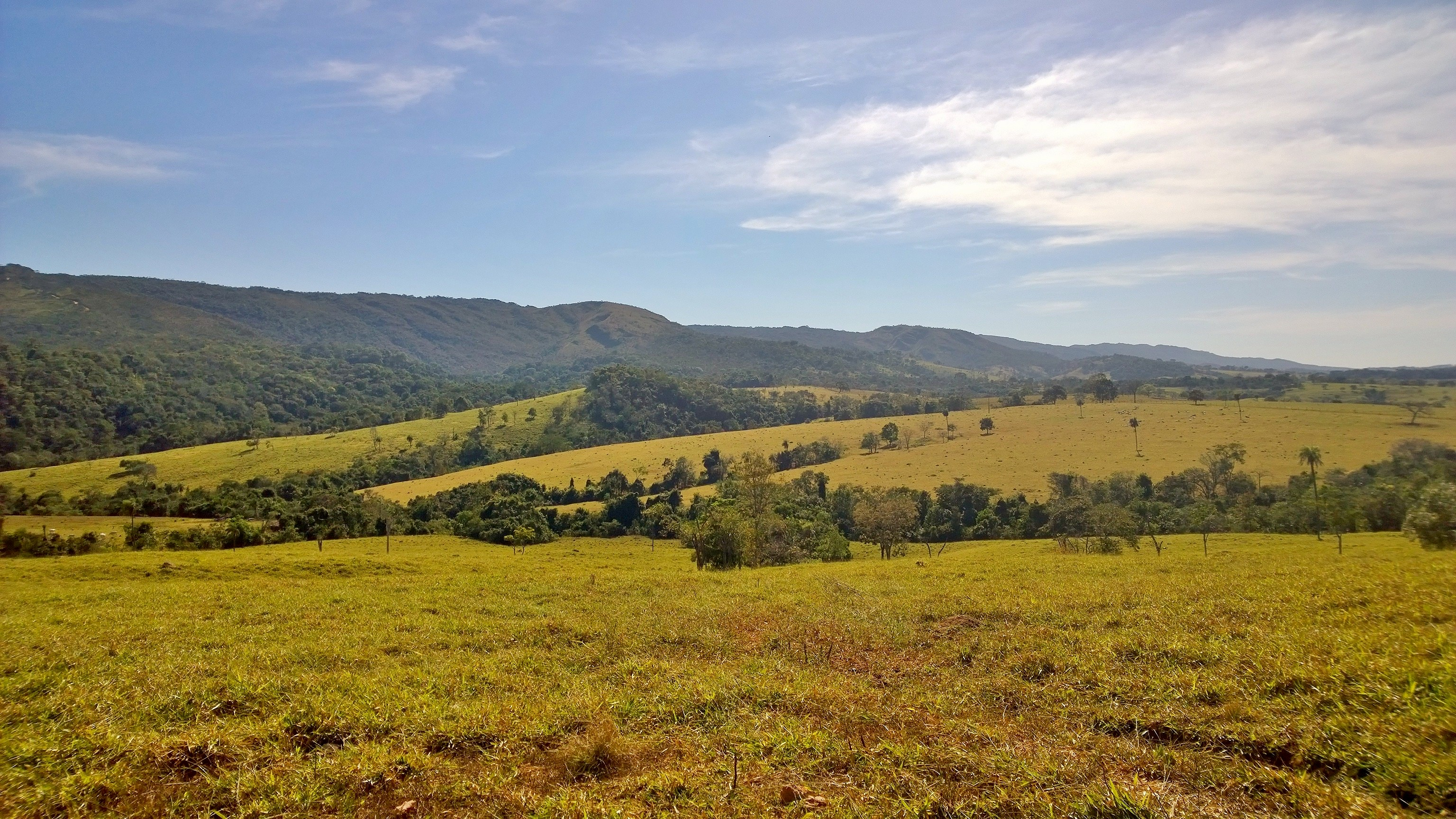
Vista do parque.

O Parque Estadual da Serra Dourada foi criado pelo governo do estado de Goiás através do Decreto nr. 5.768, de 5 de junho de 2003. 
O parque está localizado nos municípios de Goiás, Buriti de Goiás e Mossâmedes, estado de Goiás, região centro-oeste do Brasil. Com área aproximada é de 30.000 hectares, abrange a maior parte da Área de Proteção Ambiental “Dr. Sulivan Silvestre”.

## Ligações Externas
Decreto de criação